# RMK-BRJ

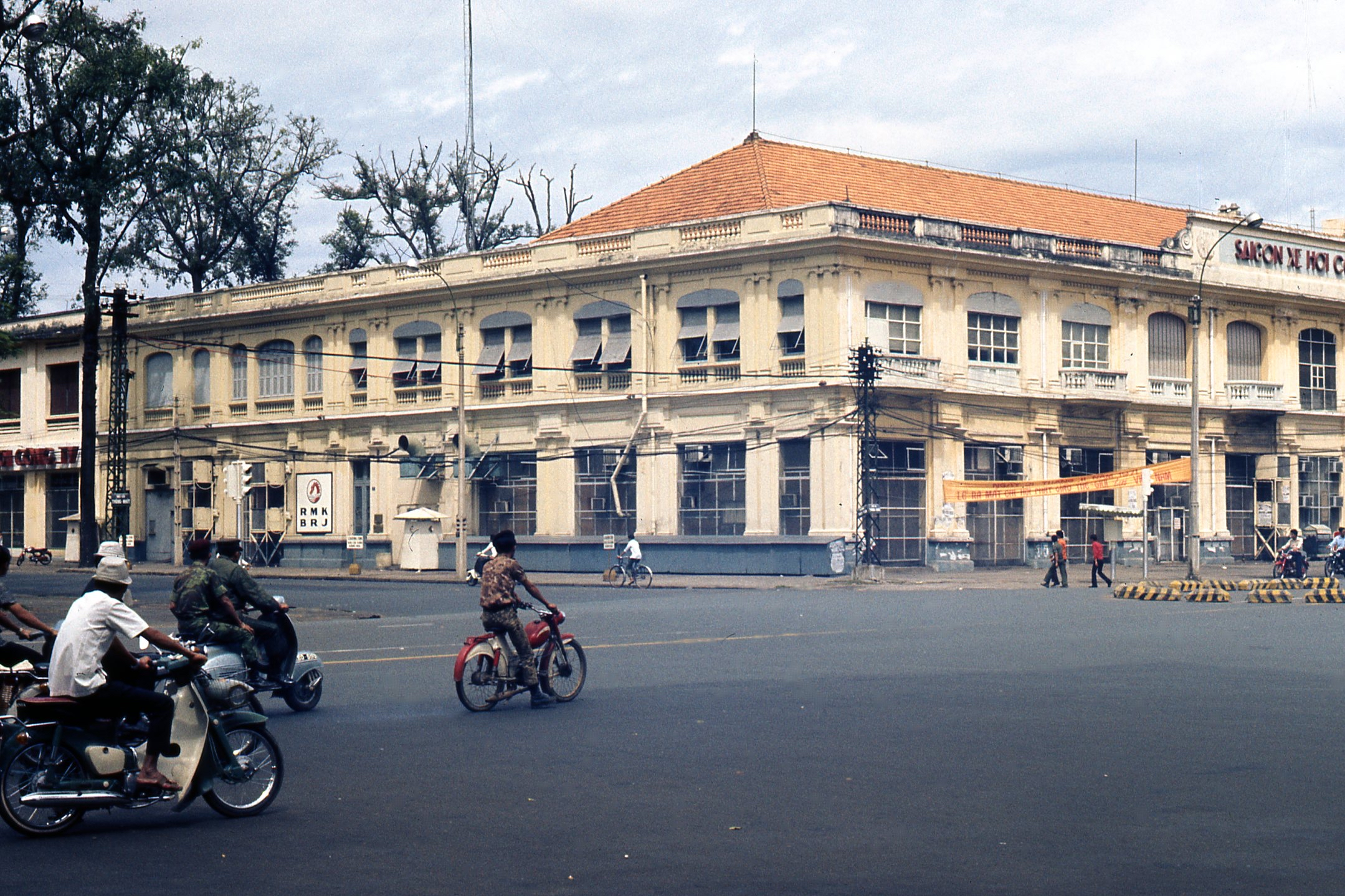
Штаб-квартира RMK-BRJ в Сайгоне

RMK-BRJ — американский строительный консорциум из четырёх крупнейших американских компаний, созданным военно-морскими силами США на время войны во Вьетнаме. Его целью было создание в Южном Вьетнаме инфраструктуры, необходимой США для ускорения ввода американских войск и военной техники во Вьетнам. По контракту на 1,9 миллиарда долларов (что эквивалентно 14 миллиардам долларов в 2017 году) было выполнено строительство, считавшееся на тот момент крупнейшим строительным проектом в истории. 
За десять лет действия контракта RMK-BRJ обучил 200 000 вьетнамских рабочих строительным и административным специальностям. Это был первый случай в истории США, когда на активном театре военных действий использовались гражданские подрядчики и строительные мощности.

## Контракт на строительство

### Предыстория
В 1950-х годах Министерство обороны США возложило на армию, флот и военно-воздушные силы ответственность за контракты на строительство в интересах Вооружённых сил США по всему миру. Военно-морской флот отвечал за строительные контракты в Юго-Восточной Азии, среди прочих регионов.

### Участники консорциума
В конце 1961 года Бюро верфей и доков военно-морского флота США, известное после 1966 года как инженерное командование военно-морских объектов (NAVFAC), заключило с некоторыми крупнейшими американских строительными компаниями контракт на строительство инфраструктуры в Республике Вьетнам. Были выбраны Raymond International, Inc., имеющая опыт строительства плотин, портов и автомагистралей, и Morrison-Knudsen International, Inc., занимавшаяся международным тяжёлым строительством. Ранее Raymond строил объекты по всему миру, включая Мексику и Токио, а также Пентагон во время Второй мировой войны. Обе компании были частью консорциума по строительству военно-морских баз в Тихом океане во время Второй мировой войны с контрактом на 1,5 миллиарда долларов. Morrison-Knudsen была назначена управляющим партнёром по новому контракту. Этот консорциум получил имя «RMK». 
К августу 1965 года стало ясно, что программа строительства будет значительно шире, чем первоначально предполагалось, поэтому военно-морской флот расширил строительный консорциум, добавив Brown & Root, Inc. и JA Jones Construction Co., Inc. Консорциум получил имя «RMK-BRJ», неофициально он также был известен как «Строители Вьетнама».

### Форма контракта
Первоначальный письменный договор (NBy-44105) с фиксированной ценой был подписан 8 декабря 1961 года. Но из-за ухудшения ситуации с безопасностью во Вьетнаме и появления новые требования к строительству, контракт был изменён на контракт с оплатой издержек плюс фиксированный процент за управление. Это позволило поручить RMK-BRJ объекты с неначатым или неоконченным проектированием, находящиеся на удалённых участках, имеющие неопределённость с местными трудовыми ресурсами или с ограничением свободы действий по соображениям безопасности. В 1966 году, когда стоимость контракта приблизилась к 1 млрд долл. США, контракт был пересмотрен, плата за управление снижена, вместо этого добавлено вознаграждение, зависящее от эффективности работы подрядчика. По этому контракту ВМФ обеспечивал все материалы, оборудование и транспортировку. 

### Завершение контракта
Строительные работы по контракту были завершены в июне 1972 года, а объекты подрядчика в Сайгоне были переданы правительству Южного Вьетнама 3 июля 1972 года. Итоговый отчёт был представлен в октябре 1972 года. Окончательная стоимость контракта, которая не включала стоимость материалов, оборудования и транспортировки, предоставленных государством, составила 1,865 млрд долл. США.

### Сотрудник по контрактам
Военно-морской флот представлял Ответственный за строительство в Республике Вьетнам (OICC-RVN), имевший главный офис в центре Сайгона. OICC определял план работ подрядчика, наблюдал за строительством и оценивал выполненные работы. В феврале 1967 года штат OICC составлял 1050 человек на 47 строительных площадках и 782 отдельных проектах.

## История

### Начальные проекты
В 1960 году правительство Южного Вьетнама обратилось к Консультативной группе по военной помощи США (MAAG) с просьбой разработать планы строительства новых военных аэродромов в Бьенхоа к северу от Сайгона и в высокогорном городе Плейку, а также усовершенствования построенных французами аэродрома Таншоннят в Сайгоне и авиабаза Дананг в Дананге. Одним из первых проектов RMK-BRJ было строительство нового аэродрома в Плейку. MAAG определила этот проект приоритетным в январе 1962 года и рассчитывала, что аэродром будет готов к июлю 1962 года, хотя проектирование объекта ещё не началось. RMK-BRJ удалось завершить его вовремя, и в июле была открыта авиабаза Плейку. В это же время были построены радиолокационные станции управления воздушным движением на Таншонняте в Сайгоне и на Обезьяньей горе в Дананге. 

### Нарастание войны во Вьетнаме
После инцидента в Тонкинском заливе в августе 1964 года, ухудшения политической ситуации в Южном Вьетнаме после убийства президента Нго Динь Зьема и активизации Вьетконга правительство США приняло решение ввести американские сухопутные войска во Вьетнам. 8 марта 1965 года 3500 американских морских пехотинцев 3-й дивизии морской пехоты высадились на берегу возле Дананга, чтобы защитить аэродром в Дананге, который затем эксплуатировался ВВС США. За первые пять месяцев 1965 года численность войск США увеличилась до 55 000 человек. К концу 1965 года во Вьетнам было введено 200 000 военнослужащих. Увеличение численности американских войск продолжалось, пока не достигло 543 000 человек в 1969 году. Для ввода большого количества войск во Вьетнам требовалось сначала нарастить мощность логистических объектов.

### Срочные логистические требования
Существующие военно-логистические объекты во Вьетнаме были недостаточны для увеличения численности войск в нужном темпе и их материально-технического обеспечения. Только три аэродрома были способны принимать реактивные самолёты. Пропускная способность морского транспорта была ограничена портом Сайгон на реке Сайгон, и корабли месяцами ожидали разгрузки. Отгрузка военной техники, а также экономической помощи, строительных материалов и оборудования для RMK-BRJ быстро исчерпала возможности порта. 99% всех боеприпасов и все горюче-смазочные материалы, необходимые для военных операций, прибывали по морю. Самому RMK-BRJ требовалось перевозить 100 000 тонн грузов в месяц. Дополнительные порты должны были быть построены как можно скорее.

### Логистические «острова»
План материально-технического снабжения, разработанный генералом Уильямом Уэстморлендом в начале 1965 года, показал необходимость скорейшей постройки нескольких глубоководных морских портов совместно с аэродромами, имеющими 3-километровые бетонные взлётно-посадочные полосы. Война не имела фиксированного фронта, и было ясно, что операции потребуются по всей стране. Логисты разработали концепцию «логистических островов», или баз, по периметру Вьетнама, из которых можно было бы искать врага. Новые порты, авиабазы, склады боеприпасов, нефтебазы и базы снабжения должны были стать сетью, через которую можно распределять войска и технику по военным базам на территории страны. В ноябре 1965 года министр обороны Роберт Макнамара встретился с генералом Уэстморлендом в Сайгоне и пообещал выделить 1 миллиард долларов для финансирования этого строительства, а также 200 миллионов долларов для немедленного заказа строительных материалов и оборудования.

### Первые объекты
Новые глубоководные морские порты с 29 причалами должны были быть построены в заливах  Камрань, Куинён, Дананг, заливе Вунгро и Вунгтау, крупнейший порт взамен существующего планировался в Сайгоне. Сопутствующие авиабазы должны были быть построены в городах Бьенхоа, Камрань, Чулай, Фанранг, Туйхоа и Фукат. Во всех этих местах в дополнение к местам размещения войск должны были быть построены склады для материального имущества. Эти объекты должны были быть завершены в течение двух лет.

### Ход строительства
Все логистические проекты были завершены вовремя, к значительному наращиванию численности войск США в 1967 и 1968 годах. Было построено шесть военно-морских баз с пирсами для малых судов, а также 26 больниц на 8280 коек, 20 базовых лагерей,  966 тыс. м² складских помещений, ёмкости для 3,1 миллиона баррелей нефти, 507 м² хранилищ боеприпасов, 75 посадочных площадок, способных принимать транспортные самолёты С-130, 4100 километров автомобильных дорог, 182 водяных колодца и жильё для 450 000 вьетнамских военнослужащих и их семей.
За десять лет действия контракта RMK-BRJ переместил 71 миллион кубических метров земли, разместил 48 миллионов тонн камня, уложил 10,8 миллиона тонн асфальта, использовал 2,8 миллиона м³ бетона. Было произведено и заложено 11,5 миллиона бетонных блоков, построено 3 миллиона м² зданий.
Пик количества сотрудников RMK-BRJ на этих работах в июле 1966 года составил 51 044 человека. Из них около 9,5% были американцами, 77% вьетнамцами и 13,5% гражданами третьих стран. Фонд оплаты труда составил 64 миллионов долларов в марте 1967 года, когда работа шла на 40 строительных площадках. Сумма оказалась была на 50% выше запланированных 40 млн долл. США. 
Более 60% всех строительных работ, выполненных в Южном Вьетнаме за период войны, было выполнено RMK-BRJ, а остальная часть была выполнена в основном военными строителями.

### Логистика
В марте 1967 года RMK-BRJ владел 5560 единицами строительной техники на сумму 115 миллионов долларов США, плюс 1000 единиц арендованного оборудования, а стоимость имевшихся строительных материалов составляла 185 миллионов долларов. В начале 1966 года было заказано 196 миллионов досок пиломатериалов, что привело к истощению всех источников пиломатериалов на западном побережье США в том году. Было заказано 10 000 дверей, а также 750 000 тонн цемента.
Только в 1966 году RMK арендовал или зафрахтовал 16 самолётов, два десантных корабля (LST), десять LCM, 30 барж и десять буксиров.

### Безопасность
52 сотрудника RMK-BRJ были убиты и 248 ранены в результате действий противника. RMK-BRJ выполнили 550 миллионов человеко-часов работы, уровень безопасности во время которых был в четыре раза ниже, чем в Соединённых Штатах. RMK-BRJ содержал медицинский персонал из 130 человек в амбулаториях по всей стране, выполнивший более 2 миллионов обследований и лечений.

## Расследования
В 1966 году Постоянный подкомитет по расследованиям Сената США начал расследование предполагаемых фактов коррупции в связи с потерей поставок во Вьетнам, включающих иностранную помощь, товары гарнизонных магазинов и материалы для военного строительства. Расследование подтвердило факты потери строительных материалов RMK-BRJ из-за открытого хранения на крупных строительных площадках и в морских портах. Военные приказали RMK-BRJ не строить собственные склады до тех пор, пока не будут построены критически важные порты и авиабазы. Начиная с 1967 года RMK-BRJ было разрешено строить собственные хранилища, были созданы 97 складов на 20 площадках по всей стране.
К 1966 году стало очевидно, что RMK-BRJ потратил 200 миллионов долларов своих денег на финансирование военного строительства. Первоначально предполагалось, что это произошло из-за плохого управления RMK-BRJ, но после расследования Министерство обороны сообщило Подкомитету ассигнований Сената, что перерасход средств был вызван их собственными внутренними процессами. Ассошиэйтед Пресс сообщило, что «Пентагон признаёт, что ввёл в заблуждение гражданских подрядчиков в рамках программы строительства во Вьетнаме стоимостью в миллиард долларов, переоценивая возможные премии и недооценивая затраты. Вслед за сообщениями о неумелом управлении деньгами компании, чиновники Министерства обороны похвалили консорциум, известный как RMK-BRJ, за „удивительно компетентную“ работу в сложных условиях».

## Список крупных проектов

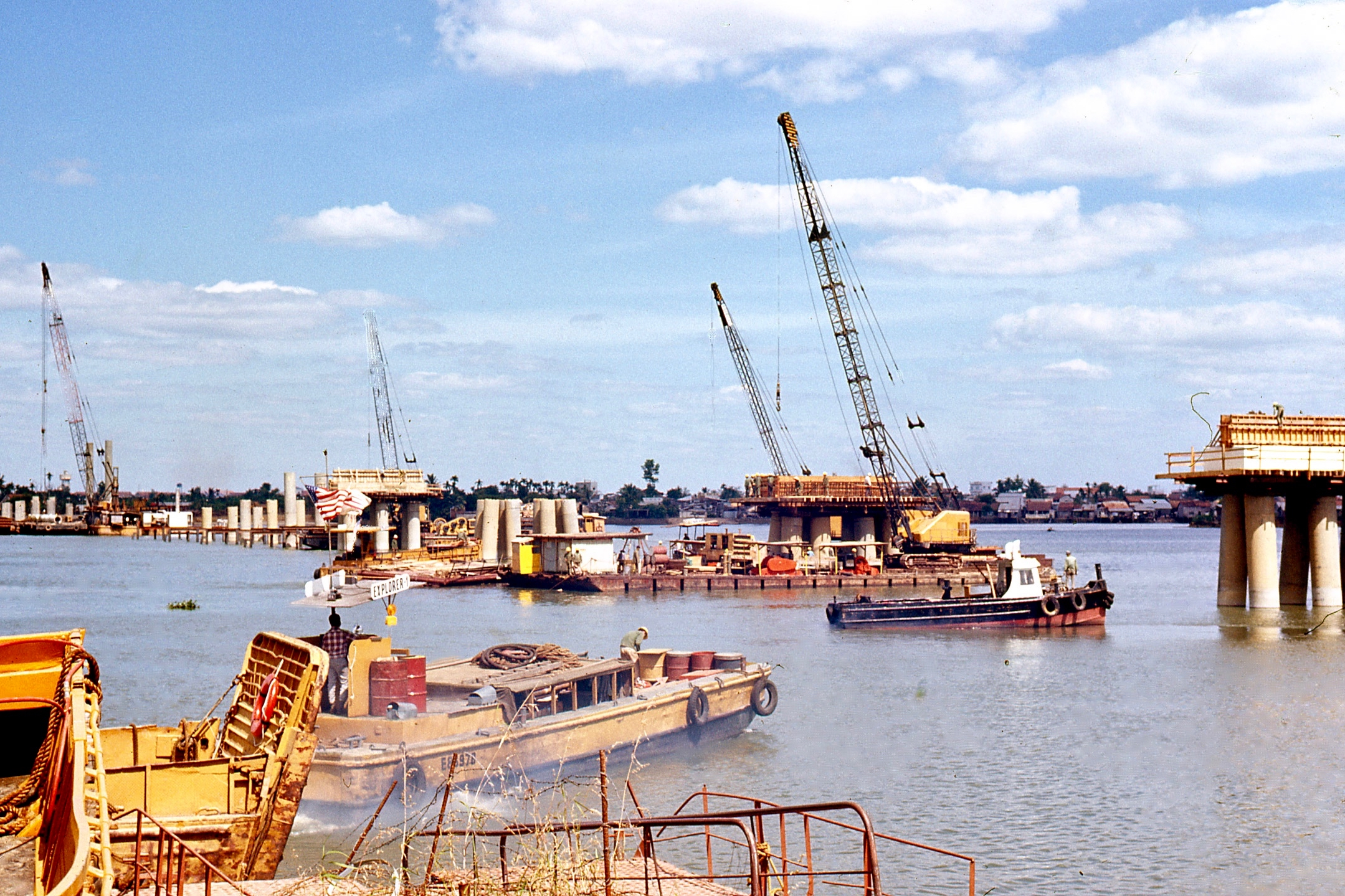
Большой мост в Сайгоне

### 1962
- Авиабаза Бьенхоа
- Авиабаза Плейку
- Авиабаза Таншоннят, Сайгон
- Радиолокационная станция управления воздушным движением в аэропорту Таншоннят, Сайгон
- Радиолокационная станция управления воздушным движением на Обезьяньей Горе, Дананг

### 1963
- Порт в заливе Камрань, один глубоководный причал
- Расширение взлётно-посадочной полосы авиабазы Дананг
- Расширение аэродрома Шокчанг
- Пассажирские и грузовые терминалы Таншоннята, Сайгон
- Расширение авиабазы Нячанг
- Военно-воздушная академия Вьетнама, Нячанг
- Склад боеприпасов и причал в Кантхо

### 1964
- Авиабаза Биньтхюи
- Исследовательский отдел радио, Фубай
- 8-я полевая больница, Нячанг
- Больница Куинён

### 1965
- Ремонт отеля Brinks после взрыва, Сайгон
- Авиабаза Камрань
- Логистический склад армии США, Тантхуан, Сайгон
- Новая взлётно-посадочная полоса на авиабазе Чулай
- Взлётно-посадочная полоса авиабазы Дананг
- Вертолётное поле «Мраморная гора», Дананг
- База поддержки ВМС, Дананг
- Здания авиабазы Бьенхоа
- Авиационные объекты аэродрома Виньлонг
- Пирс на военно-морской базе Антхой, Фукуок

### 1966
- Посольство США, Сайгон
- База Лонгбинь, штаб-квартира армии США
- Порт Дананг
- Мост и шоссе в восточном Дананге
- Армейский центр обеспечения боеприпасами и материально-технического обеспечения, Камрань
- Авиабаза Фукат, Биньдинь
- Порт и военно-морская база, Вунгтау
- Авиабаза Фанранг, дополнительная взлётно-посадочная полоса
- Склады порта Сайгон
- Хранилище на острове Тхудык для нужд RMK-BRJ
- Здание радио и телевидения Вооружённых сил, Сайгон
- Дополнительная взлётно-посадочная полоса в аэропорту Таншоннят, Сайгон
- Дополнительные здания на авиабазе Бьенхоа
- Больница на 400 коек, Плейку
- Логистический центр, Нячанг
- Вертолётная база, Виньлонг
- Военно-морская речная база, Кантхо

### 1967
- Новый порт, Сайгон
- Штаб-квартира MACV «Пентагон Восток», Сайгон
- Дополнительная взлётно-посадочная полоса на авиабазе Бьенхоа
- Порт в бухте Камрань, дополнительные 3 пирса и пирс для боеприпасов
- Военно-морская база Камрань
- Аэродром Куинён
- дноуглубительные работы и пирс в порту Куинён
- Мелководный порт Донгтам
- База Танми, LST порт

### 1968-1970
- Авиационные укрытия
- Шоссе и мосты по всей стране
- Объекты баз

### 1971-1972
- Обходное шоссе и 5 основных мостов, Сайгон
- Склад боеприпасов, Лонгбинь
- Склад боеприпасов, Дананг
- Шоссе и мосты по всей стране
- «Тигровые клетки» тюрьмы Кондао[37]

## Наследие

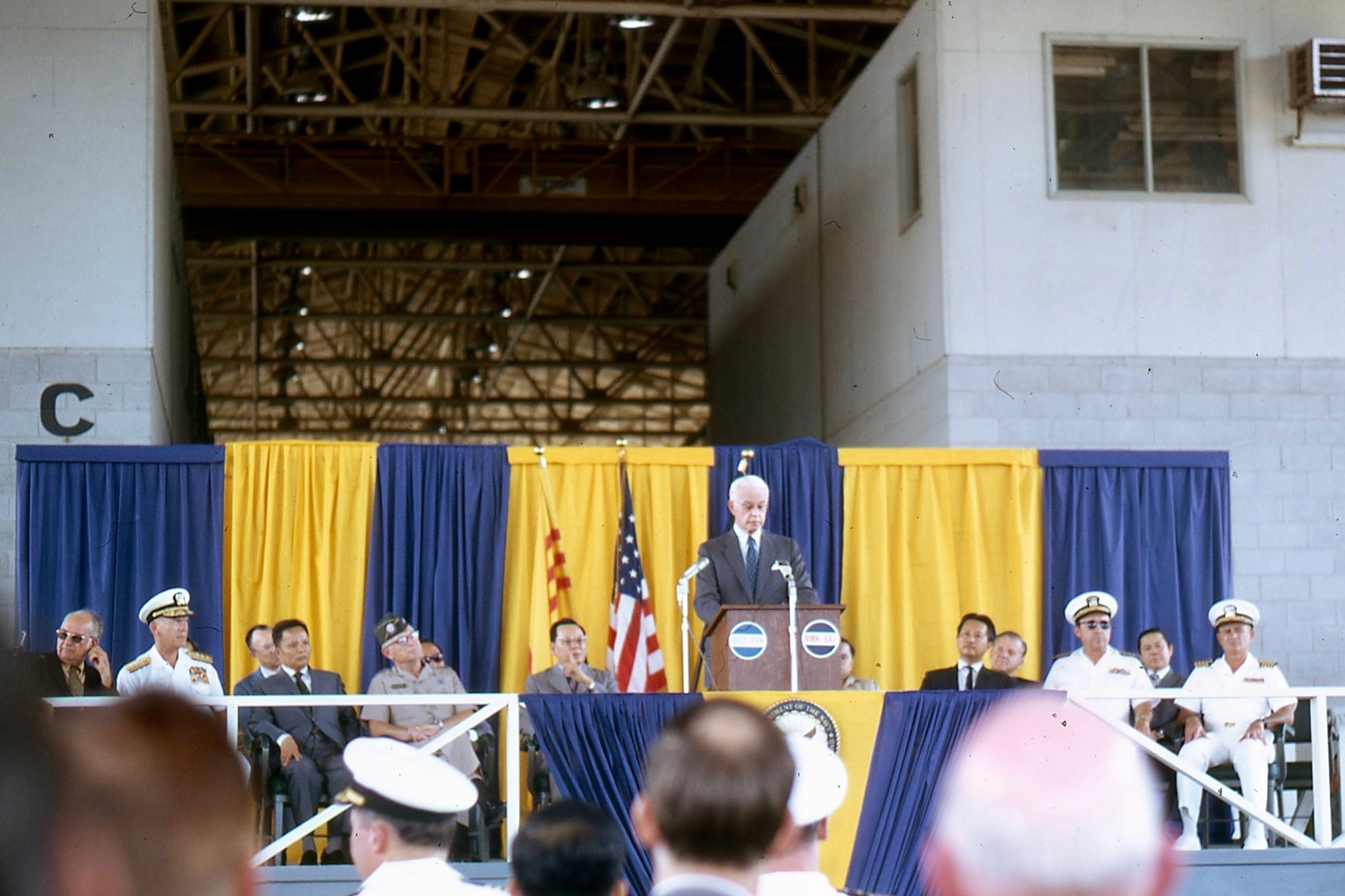
Посол Банкер на церемонии RMK-BRJ 3 июля 1972 года

Морские порты, аэропорты, автомагистрали и мосты продолжают обслуживать людей и поддерживать экономику Вьетнама. RMK-BRJ обучила 200 000 вьетнамских рабочих строительным и административным профессиям. Было показано, что обучение этих работников способствовало повышению благосостояния вьетнамцев.
На церемонии закрытия контракта RMK-BRJ 3 июля 1972 года посол США Эллсворт Банкер заявил: «Я рад и горд присоединиться к празднованию завершения программы строительства RMK-BRJ во Вьетнаме. Этот случай, который знаменует собой успешное завершение десятилетия достижений, является особенно радостным и обнадёживающим моментом, поскольку он напоминает нам, что строительство в деле войны также принесло строительство в дело мира и прогресса… В то время, когда так много сил нацелено на разрушение, десять лет достижений RMK-BRJ были, по моему мнению, одним из лучших эпизодов в истории нашей страны».